# Ляк (Уджарский район)
Ляк (азерб. Lək) — село и муниципалитет в Уджарском районе Азербайджана.

## Демография
В 2009 году численность населения составляла 3746 человек.